# London Underground 1983 Stock
De London Underground 1983 Stock (Type 1983) was metromaterieel dat bestemd was voor gebruik op de Jubilee Line, een deep level lijn van de Londense metro. De treinstellen zijn gebouwd bij Metro Cammell in Birmingham en waren in dienst van 1984 tot 1998.

## Beschrijving
Type 1983 heeft veel overeenkomsten met het materieeltype D78. Zo hadden ze enkele schuifdeuren (in plaats van dubbele), die met een drukknop door de passagiers bediend konden worden. Net als bij de D78 was het interieur geel/oranje, en ook de cabine inrichting was identiek. In tegenstelling tot het D78 materieel was Type 1983 verre van betrouwbaar. Zo waren de motorgeneratoren voor de laagspanningsvoorziening vaak defect. De keuze voor enkele schuifdeuren bleek geen gelukkige te zijn, het in- en uitstappen ging minder snel dan bij ander materieel. Overwogen is om de deuren naar dubbele om te bouwen, maar dat bleek te duur te zijn.
De treinen bestaan uit twee permanent gekoppelde driewagenstellen. Elk treinstel bestaat uit een motorrijtuig met cabine (Driving Motor car, DM) aan de uiteinden met een niet gemotoriseerd tussenrijtuig (Trailer, T) er tussen. Ze zijn geheel van aluminium gemaakt en niet geschilderd op een rood vlak op de koppen na. Net als het D78 materieel zitten de front- en sluitseinen (lampen) op vloerhoogte, en hangen van het plafond bolvormige handvatten voor staand passagieren.
Toen de Jubilee Line in 1979 werd geopend verwachtte men dat de geplande verlenging spoedig zou volgen. Men dacht dat er op termijn meer dan 60 zeswagentreinen nodig waren. De plannen werden bijgesteld, de eerste bestelling besloeg vijftien treinen. De eerste trein werd op 27 augustus 1983 afgeleverd. In 1986 werd een vervolgbestelling van nog eens vijftien stuks geleverd. De verlenging van de Jubilee Line liet twintig jaar op zich wachten, en toen het zo ver was waren de plannen voor de materieelinzet gewijzigd.

## Inzet
Dit materieel heeft heel zijn korte leven op de Jubilee Line (die toen nog station Charing Cross als zuidelijk eindpunt had) gereden. Het verving in 1984 Type 1972 Mark II. Men had na veel wikken en wegen besloten om op de verlengde Jubilee Line met één materieeltype te gaan rijden. Daarom moest dit materieel in 1998 het veld ruimen voor Type 1996.
Omdat de treinen nog niet zo oud waren, is geprobeerd ze (na verbouwing) elders bij de Londense Metro in te zetten, of om ze te verkopen. Uiteindelijk kwam daar niets van terecht, ze gingen naar de sloper. Negen rijtuigen werden bij de Londense metro bewaard voor het geval dat ze nog eens ergens van pas zouden kunnen komen, maar daar kwam in juni 2015 een eind aan. Ze werden alsnog gesloopt. Er zijn uiteindelijk zeven rijtuigen bewaard gebleven bij verschillende instanties, waaronder het London Transport Museum.

## Fotogalerij

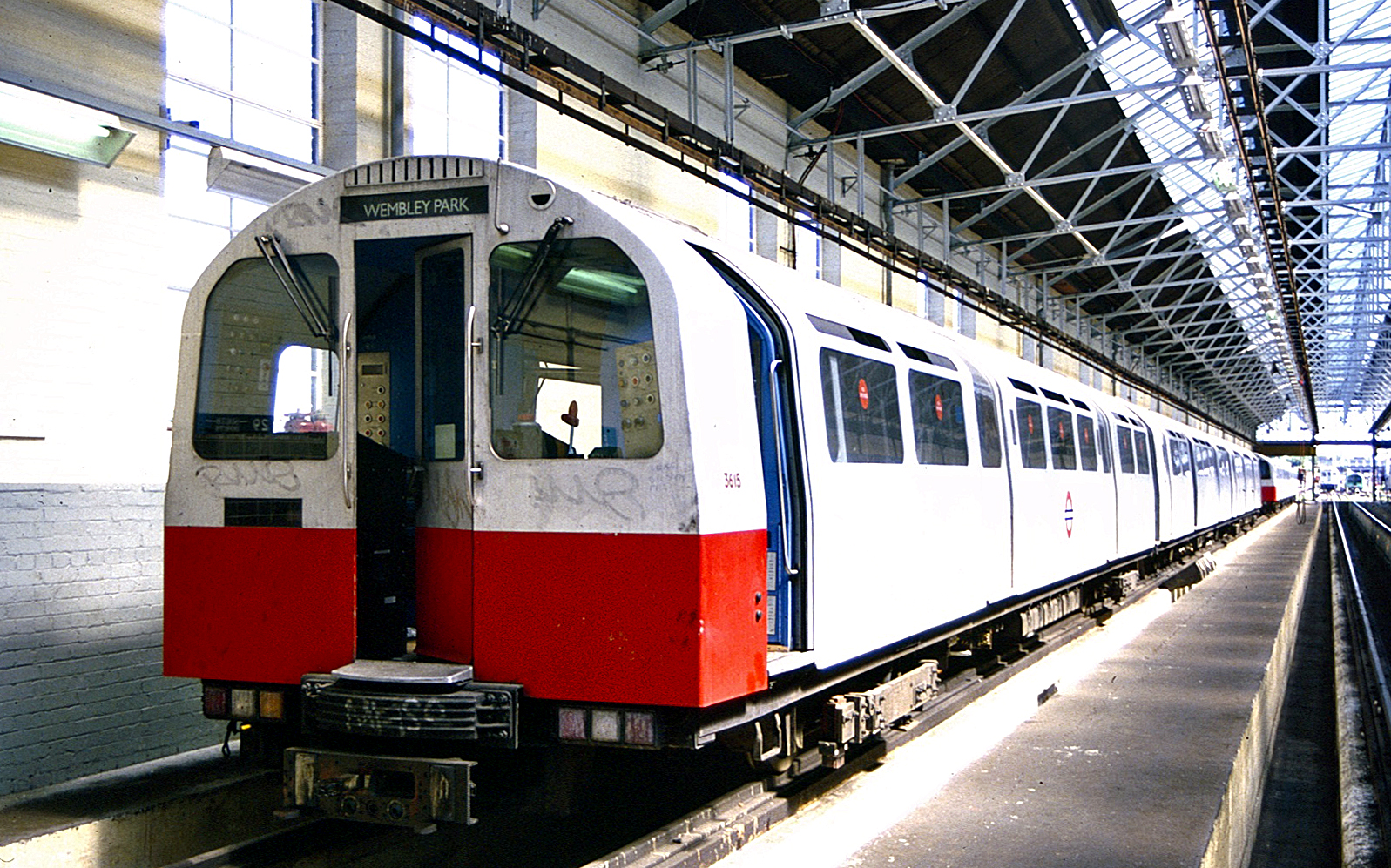
Type 1983 in Neasden Depot.
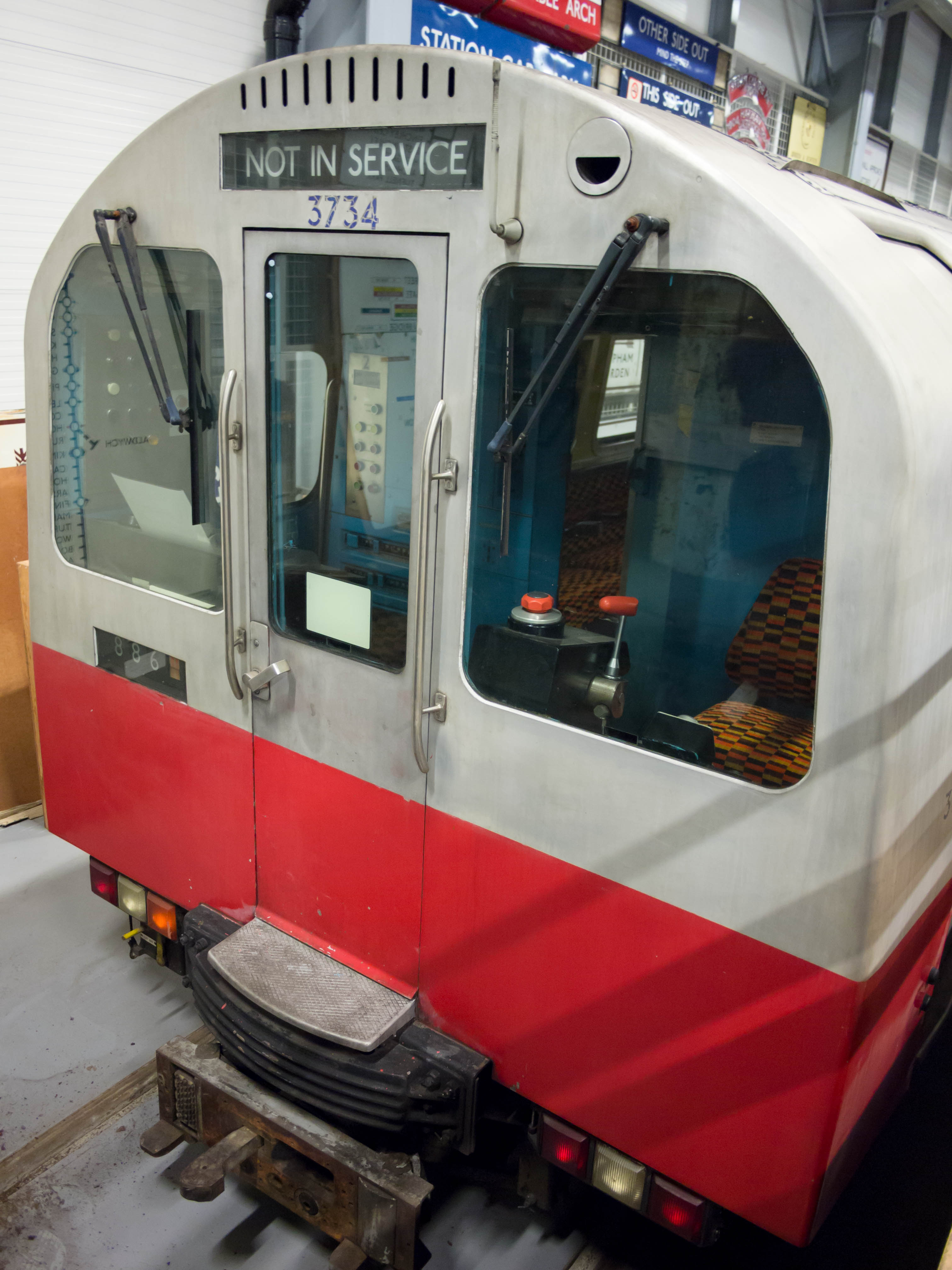
Close-up van de kop.
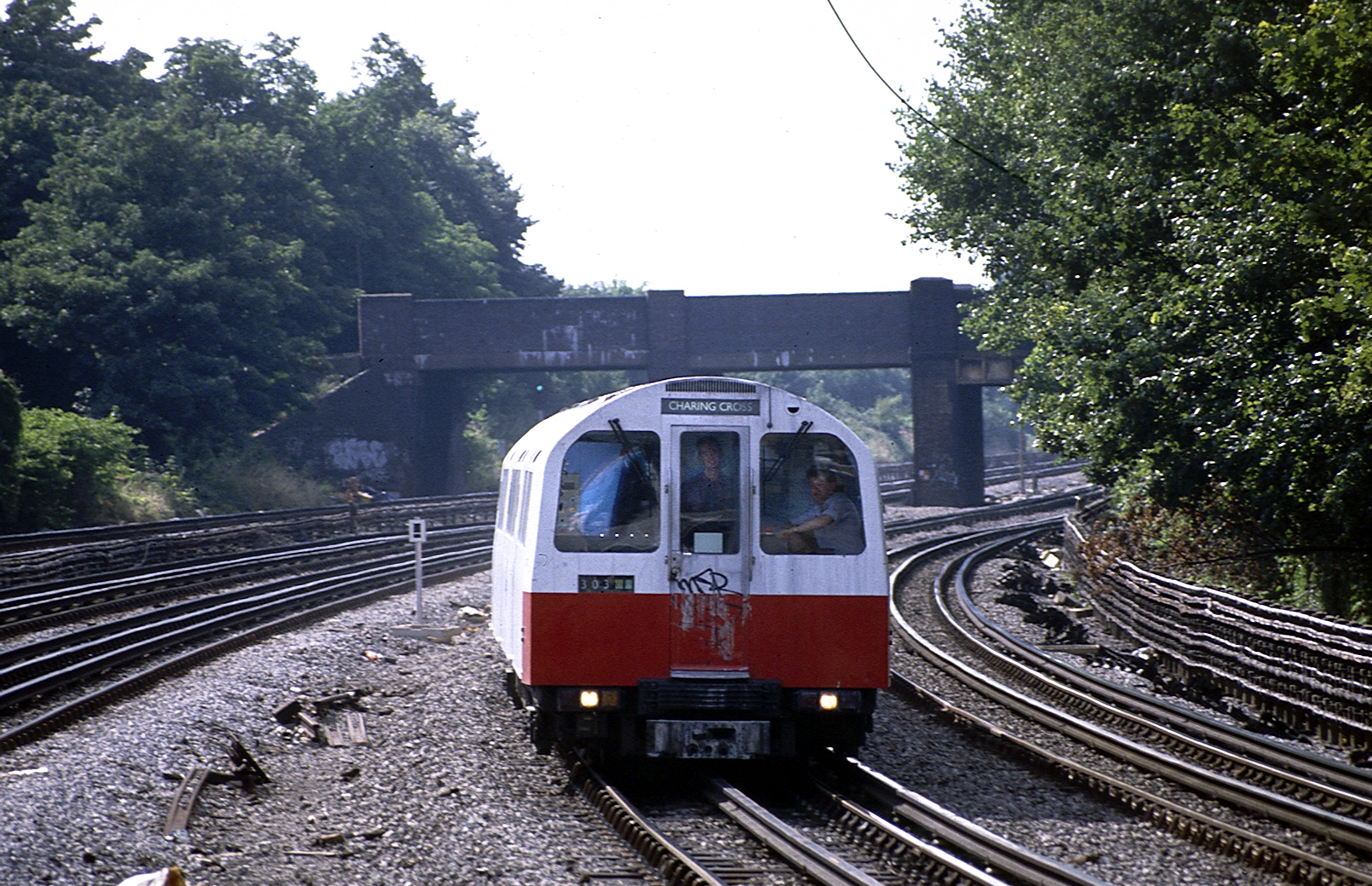
Type 1983 op de Jubilee Line.
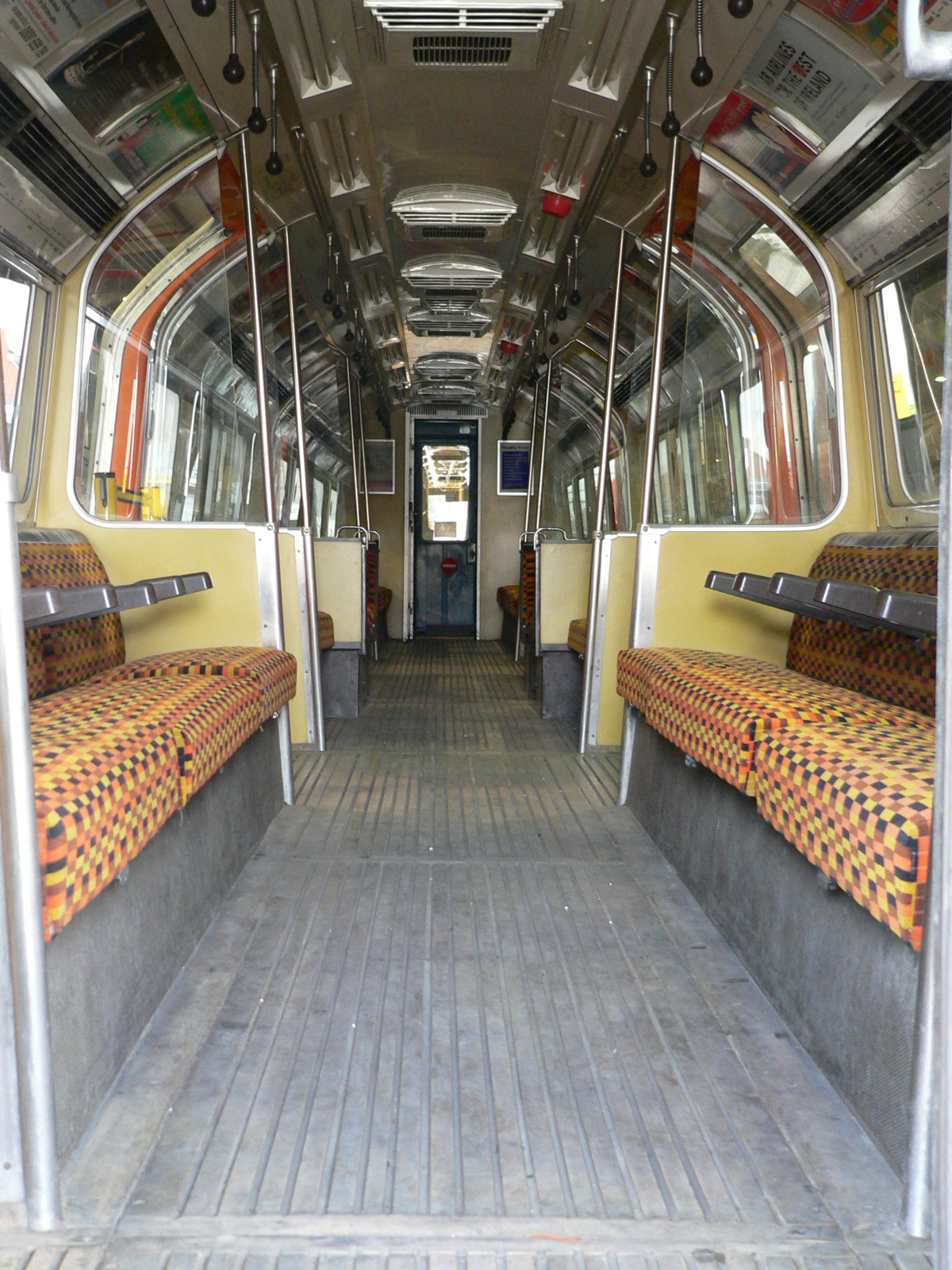
Interieur van het rijtuig dat bewaard is in het London Transport Museum.
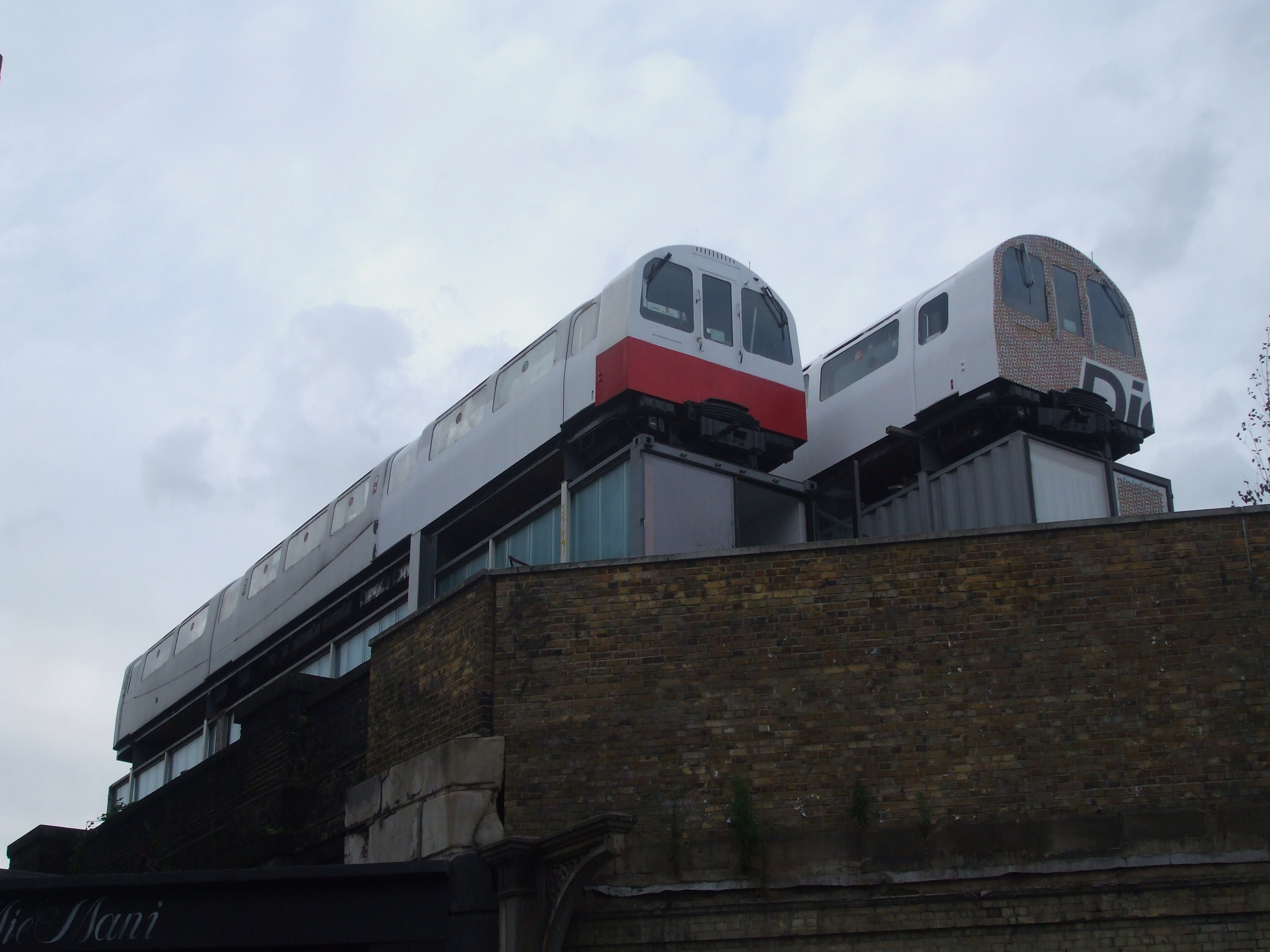
Afgevoerde rijtuigen als kunstwerk.
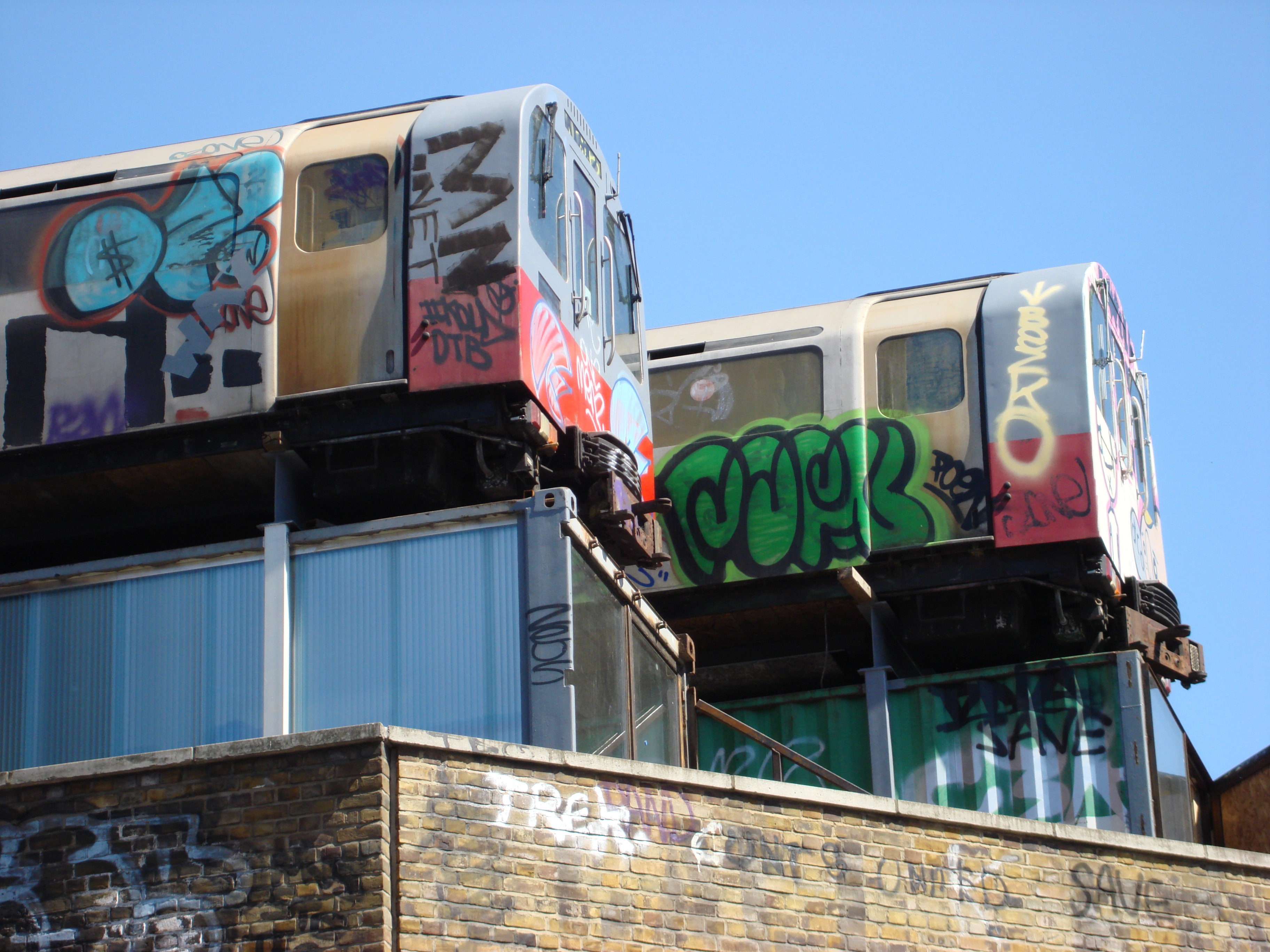
Idem, maar nu onder de graffiti.

## Meer informatie
- Brian Hardy. London Underground Rolling Stock, 1984, ISBN 0904711587